# Enkeli-Elisa
Enkeli-Elisa (Ängeln Elisa) är huvudpersonen i en berättelse, som publicerades både i form av en självpublicerad bok och i olika form i internet av den finländska författaren Minttu Vettenterä. År 2012 fick  berättelsen ett stort publicitet i internet och därefter också i andra medier i Finland.
Boken och berättelsen handlar om 15-åringa Elisa som begår självmord med en överdos tabletter efter lång tids mobbning i skolan.
Tidningen Helsingin Sanomat ifrågasatte sanningshalten i uppgifterna i boken och om Elisa ens hade existerat. I sin artikel kritiserade Helsingin Sanomat den publicerade berättelsen också för romantiseringen av självmord, som man vet kan öka antalet verkliga självmord. Pressens opinionsnämnd kritiserade journalister som hade skrivit om boken och dess händelser för dålig källkritik. Polisen inledde en utredning för att utreda om bokens lansering om en verklig person kunde vara falsk marknadsföring trots att det i bokens baksidestext står att boken är en fiktiv berättelse.